# Raul Magni-Berton
Raul Magni-Berton, né le 19 août 1973 à Lima (Pérou) est un politologue français. Il a obtenu son doctorat en 2002 à la Sorbonne et, après un post-doctorat à l’Université de Montréal, il rejoint Sciences Po Bordeaux en 2005 comme maître de conférences. Agrégé des universités en 2009, il a d'abord été professeur à Sciences Po Grenoble où il a été le premier directeur du Pôle Sciences Sociales de l’université Grenoble-Alpes entre 2015 et 2017 et a fondé le Label de formation à la Recherche. Il enseigne aujourd'hui à l'European School of Political and Social Sciences (ESPOL), département de sciences politiques et sociales de l'Université catholique de Lille.
Par ses travaux et ses engagements sur la démocratie, il est l’un des principaux promoteurs de la démocratie directe et du principe de subsidiarité en France, et cofonde en 2024 le parti politique « Solution Démocratique » consacré uniquement à faire avancer ces causes.

## Biographie

### Études
Il soutient sa thèse de doctorat en sociologie en 2002, sous la direction de François Chazel et Raymond Boudon. Sa thèse est intitulée “Polarisation politique et comportements gouvernementaux : causes et conséquences de la popularité des gouvernements représentatifs”.

### Carrière
Durant son doctorat de sociologie, Raul Magni-Berton développe un intérêt marqué pour l’économie politique et la théorie du choix rationnel appliquée aux comportements politiques dont il est l’un des spécialistes les plus importants en France,,. Nommé maître de conférences en science politique à l’Institut d’études politiques de Bordeaux en 2005, il se classe 4ème au concours d’agrégation de sciences politiques de 2009.
Il choisit alors l’Institut d’études politiques de Grenoble comme établissement d’affectation. Nommé professeur des universités, Raul Magni-Berton y développe une formation transversale à la recherche, le Label Recherche et s’engage dans le développement de la politique scientifique du pôle universitaire grenoblois en devenant membre du Directoire puis Directeur du Pôle Sciences Sociales de la Communauté universitaire Grenoble Alpes.

### Travaux
Ses travaux de recherche se caractérisent par un fort attrait pour l’interdisciplinarité (philosophie politique, économie, psychologie sociale et sciences politiques) et un ancrage dans les principaux débats internationaux de la science politique. Dans le champ de la théorie politique, Raul Magni-Berton affiche sa proximité avec les mouvances libertaires et libertariennes.
Raul Magni-Berton a produit des expertises dans le domaine de réformes démocratiques auprès de l'Assemblée nationale et de plusieurs municipalités et est l’auteur de deux propositions législatives, qui ont été soumises à l’Assemblée Nationale et au Sénat. Auteur de notes d’expertise pour le think tank libéral Génération Libre,, ainsi que pour plusieurs associations de défense de la démocratie,,, il coordonne le comité scientifique de l’Institut de Démocratie et de l’Institut de Recherche Territoire Démocratique, il a été membre de Démocratie ouverte et du CORTECS. Il a été également cofondateur des mouvements politiques Dauphiné démocratique et Espoir RIC.
Ses nombreux ouvrages et articles en font un théoricien français des régimes démocratiques, de la démocratie directe,, et, en particulier, du référendum d’initiative citoyenne.

### Situation personnelle
Père de 2 enfants, il est marié à Clara Egger,.

## Prises de position publiques

### Référendum d'initiative citoyenne (RIC)
En tant qu’expert de la démocratie, Raul Magni-Berton en a diffusé la connaissance et l’usage en France, notamment dans son livre sur les démocraties libérales.
En 2015, il a conseillé la ville de Grenoble dans le développement du premier dispositif de démocratie directe baptisé “droit d'interpellation et votation citoyenne”, qui n’a été que suivi partiellement par la ville de Grenoble. En 2021 la ville de Poitiers souhaite en mettre en place l’essentiel.
Lors du Mouvement des Gilets Jaunes en novembre 2018, Raul Magni-Berton devient l’un des principaux soutiens universitaires du mouvement soulignant la pertinence de la revendication du référendum d’initiative citoyenne,. Après quelques interventions dans les médias, il co-écrit avec Clara Egger en 2019, Le RIC expliqué à tous, œuvrant à populariser les études portant sur les modalités et effets du référendum d’initiative citoyenne en Europe.
Raul Magni-Berton développe à cette époque l’idée de centrer la démocratisation de la France sur l’introduction du RIC “constitutionnel" ou “constituant”. Il écrit une proposition de loi originale visant à instaurer le RIC en matière constitutionnelle dans la Constitution française par le biais de la réforme de l’article 89, soutenue par des groupes Gilets Jaunes. Cette revendication lui vaut de devenir le porte parole du Mouvement d’Initiative Citoyenne aux élections européennes de 2019 et sera reprise à l’automne 2020, par la plupart des mouvements citoyens défendant le RIC en France. Sa proposition fait l’objet d’une proposition de loi déposée par Jean Lassalle à l’Assemblée nationale et signée par six autres députés.
En novembre 2020, il co-fonde le mouvement Espoir RIC portant la candidature de sa compagne, Clara Egger aux élections présidentielles françaises de 2022. Raul Magni Berton conçoit la vision du mouvement, autour de deux piliers : l’instauration du RIC constituant selon des modalités précises et le respect des fonctions d’arbitrage du président de la République. Il en dirige la campagne,,,.
En mai 2023, il soumet sur le site de l'Assemblée nationale une pétition visant à l'instauration du RIC constituant. François Ruffin et Jean Lassalle font partie des personnalités politiques qui ont appelé publiquement à soutenir cette pétition,. Il cofonde la parti politique français Solution Démocratique en 2024.

### Décentralisation et subsidiarité
En 2017, il co-fonde le mouvement Dauphiné démocratique, basé sur le référendum d’initiative citoyenne constitutionnel et la subsidiarité ascendante. Avec les autres fondateurs, il en promeut les principes en 2018 à l’école d’été de Régions et peuples solidaires.
En 2020, il coordonne une note pour Génération Libre intitulée “Pouvoir aux communes” où il théorise la subsidiarité ascendante, ses avantages et y rédige une réforme du code des collectivités territoriales. Reprise dans plusieurs médias,, et associations, elle a été soumise au Sénat par Vanina Paoli-Gagin et elle devient l’un des trois piliers du candidat à la candidature pour l’élection présidentielle Gaspard Koenig.
Il prend également position sur la loi 4D.

### Terrorisme
En septembre 2020, Raul Magni-Berton initie sur son blog Mediapart une controverse sur les causes des attentats de Charlie Hebdo. Deux mois plus tard, il prend part à une controverse médiatique opposant des universitaires français sur les causes du terrorisme islamiste. Il soutient alors dans plusieurs tribunes et articles académiques que le terrorisme islamiste est une réponse aux interventions militaires des pays occidentaux, et de la France, dans les pays musulmans et n’est en rien associé au niveau de démocratie ou aux actes de blasphèmes des démocraties européennes.

### Financement des universités
Dans plusieurs articles académiques et une note produite pour le think tank Génération Libre,, Raul Magni-Berton, propose de réformer le financement des universités sur la base d’un modèle pilote développé en Oregon, le « partage du revenu ». Cette formule permet aux étudiants d’étudier gratuitement dans l’université de leur choix et de s’acquitter de leur frais de scolarité en reversant un pourcentage fixe de leur revenu à leur université de formation pendant une durée donnée.

## Ouvrages
- Raul Magni-Berton et Diego Rios. La misère des intellectuels, Paris. L’Harmattan, 2003
- Raul Magni-Berton, Dieter Fuchs et Antoine Roger. Euroscepticism. Images of Europe among Mass Public and Political Elites, Opladen : Barbara Budrich, 2009
- Raul Magni-Berton F. Facchini, M. Foucault, A. François, et M. Melki. Choix publics : Analyse économique des décisions publiques, Bruxelles, De Boeck, 2010. Traduction et adaptation de Public Choice III de Denis C. Mueller
- Raul Magni-Berton. Démocraties libérales. Le pouvoir des citoyens dans les pays européens. Paris. Economica, 2012.
- Raul Magni-Berton et Jacques Gerstlé. 2012 : La campagne présidentielle. Observer les médias, les électeurs, les candidats. Paris. Ed. Pepper, 2014
- Raul Magni-Berton et Abel François. Que pensent les penseurs. Les opinions des universitaires et scientifiques français. Grenoble. Presses Universitaires de Grenoble, 2015
- Clara Egger et Raul Magni-Berton. Référendum d’initiative citoyenne. Au cœur de la démocratie directe. Limoges. FYP Editions, 2019
- Raul Magni-Berton. Chapitre : Faites confiance à la science, mais méfiez-vous des scientifiques (dans Le virus de la recherche'), Presses Universitaires de Grenoble, 2020
- Raul Magni-Berton et Sophie Panel. Le choix des armes. Paris. Presses de Sciences Po, 2020
- Raul Magni-Berton et Laurence Morel. Démocraties directes. Larcier, 2022.
- Raul Magni-Berton et Ismaël Benslimane. Libérons nos communes ! Une défense de la subsidiarité ascendante. Paris. Presses Universitaires de France/Humensis, 2024.